# Бривио
Брѝвио (на италиански: Brivio, на западноломбардски: Brìvi, Бриви) е малко градче и община в Северна Италия, провинция Леко, регион Ломбардия. Разположено е на 208 m надморска височина. Населението на общината е 4690 души (към 2014 г.).